# Sandy Woodward

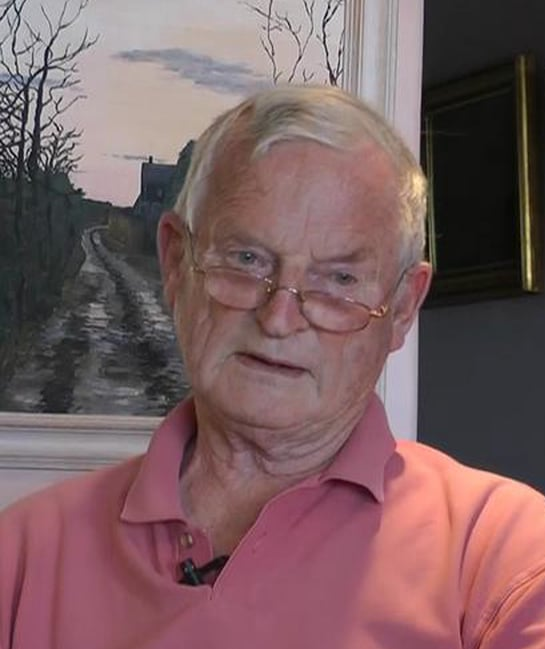
O almirante Woodward, em 2012.

John Forster "Sandy" Woodward GBE, KCB (Penzance, 1 de maio de 1932 – Bosham, 4 de agosto de 2013) foi um almirante britânico que serviu como comandante da força-tarefa "South Atlantic Task Groups" durante a Guerra das Malvinas.

## Ligação externa
- 1982: Argentina invades Falklands (em inglês)